# Simone Oppliger
Simone Oppliger (Renan, 23 juni 1947 - Cully, 4 mei 2006) was een Zwitserse fotografe.

## Biografie
Simone Oppliger was een dochter van horlogemaker René Oppliger en van Marcelle Beuret. Ze trouwde met journalist Jacques Pilet. Ze studeerde fotografie in Saint-Imier en ging in 1970 aan de slag als zelfstandige fotografe. Tijdens haar professionele carrière maakte ze lange reizen door Zuid-Amerika, Noord-Afrika en Vietnam, waar ze fotoreportages maakte die getuigden van een grote humanistische gevoeligheid. In 1973 en 1978 verkreeg ze een federale beurs. Ze fotografeerde in het kanton Jura tijdens de kwartscrisis van de jaren 1970, waarna ze in 1980 het werk Quand nous étions horlogers uitbracht. Ze was geïnteresseerd in de verhouding tussen fotografie en literatuur, wat aan bod kwam in haar werk L'amour mortel uit 1986.

## Werken
- Quand nous étions horlogers, 1980.
- L'amour mortel, 1986
- Le cœur et la terre, 1994.